# Alcazaba

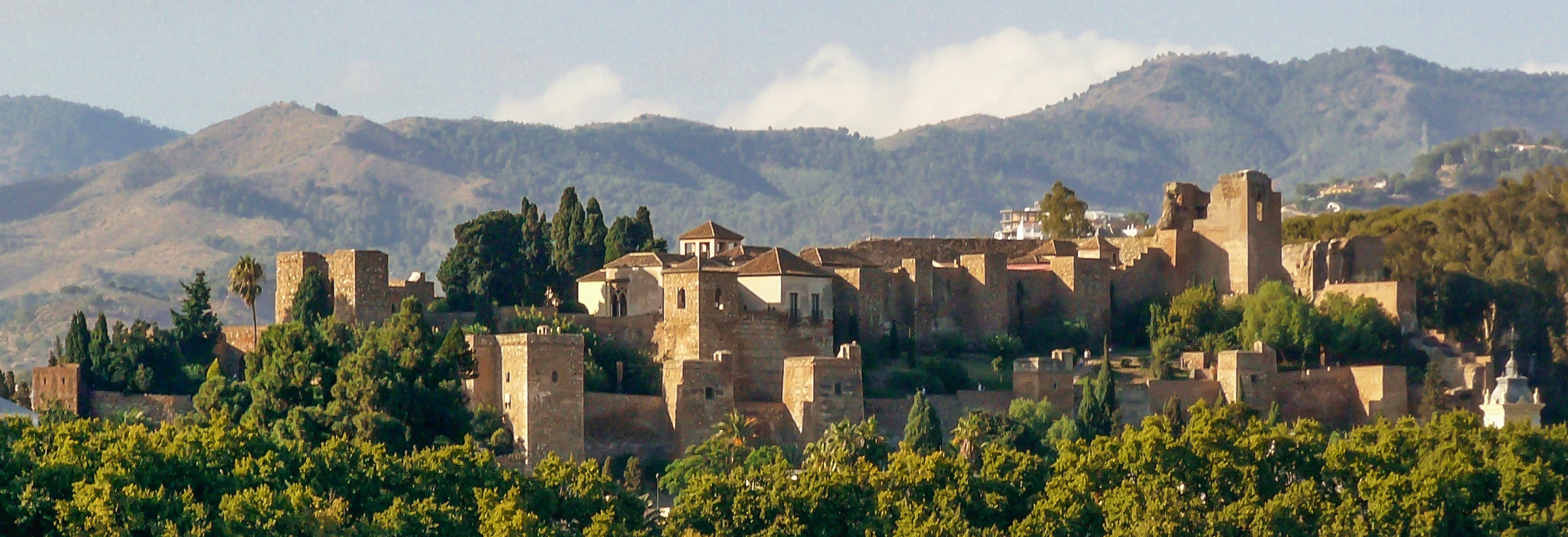
Alcazaba de Málaga

En el contexto de la península ibérica, la alcazaba (del árabe: القصبة, "al-qaṣabah") era una construcción o recinto fortificado de carácter urbano, cuya función era servir de residencia a un gobernador y defender presumiblemente un lugar determinado y sus contornos, albergando una guarnición que, con frecuencia, conformaba un pequeño barrio militar con viviendas y servicios, constituyendo una ciudadela.
Solían estar asociadas a un alcázar o castillo situado en uno de sus extremos, aunque este era independiente de la propia alcazaba y del resto de la ciudad, y,  en caso de asedio, las poblaciones de los núcleos urbanos donde se asentaban buscaban refugio tras las murallas de dichas alcazabas.

## Historia

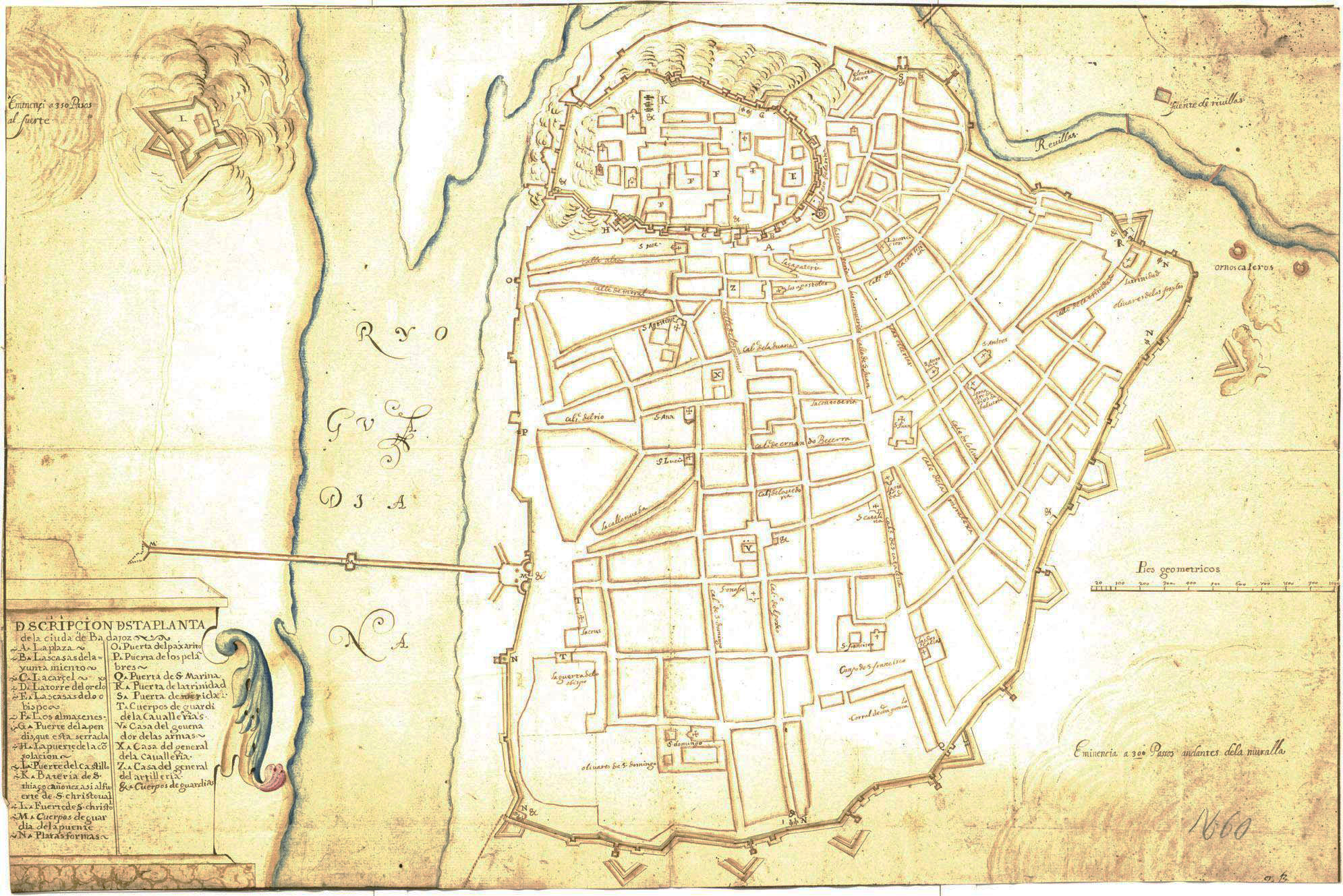
Planta de las fortificaciones de la Alcazaba de Badajoz

La palabra o arabismo "alcazaba" , de origen árabe, hace alusión a un tipo de ciudadela fortificada con murallas o baluartes, que difiere del castillo por presentar en su interior una medina. Ksar o ksour (árabe magrebí: قصر qser, en plural qsur) es el término en árabe magrebí del norte de África para "fortaleza" o "castillo". Es un término que seguramente se origina como préstamo de la palabra del latín "castrum". 'Qasr' (palacio-fortificado), una variación de este término, se utiliza para designar un "palacio" o "castillo" en Siria, Jordania y otros países. En Al-Ándalus, entre los siglos VIII y XV, se construyeron un gran número de alcazabas, como las de Badajoz (la más grande de Europa, y de las más extensas del mundo en su género y época), Granada, Almería (con una de las ciudadelas mejor conservadas y la segunda más extensa de la península), Alcalá la Real, Silves, Antequera, Jaén, Guadix, Loja, Lorca, Tudela, Requena, Calatayud, Mérida y otros lugares como Málaga. Las alcazabas eran un sistema defensivo tanto frente a enemigos externos como frente a las propias sublevaciones internas y aseguraban una resistencia prolongada, incluso en el caso de caída de la ciudad que protegían.

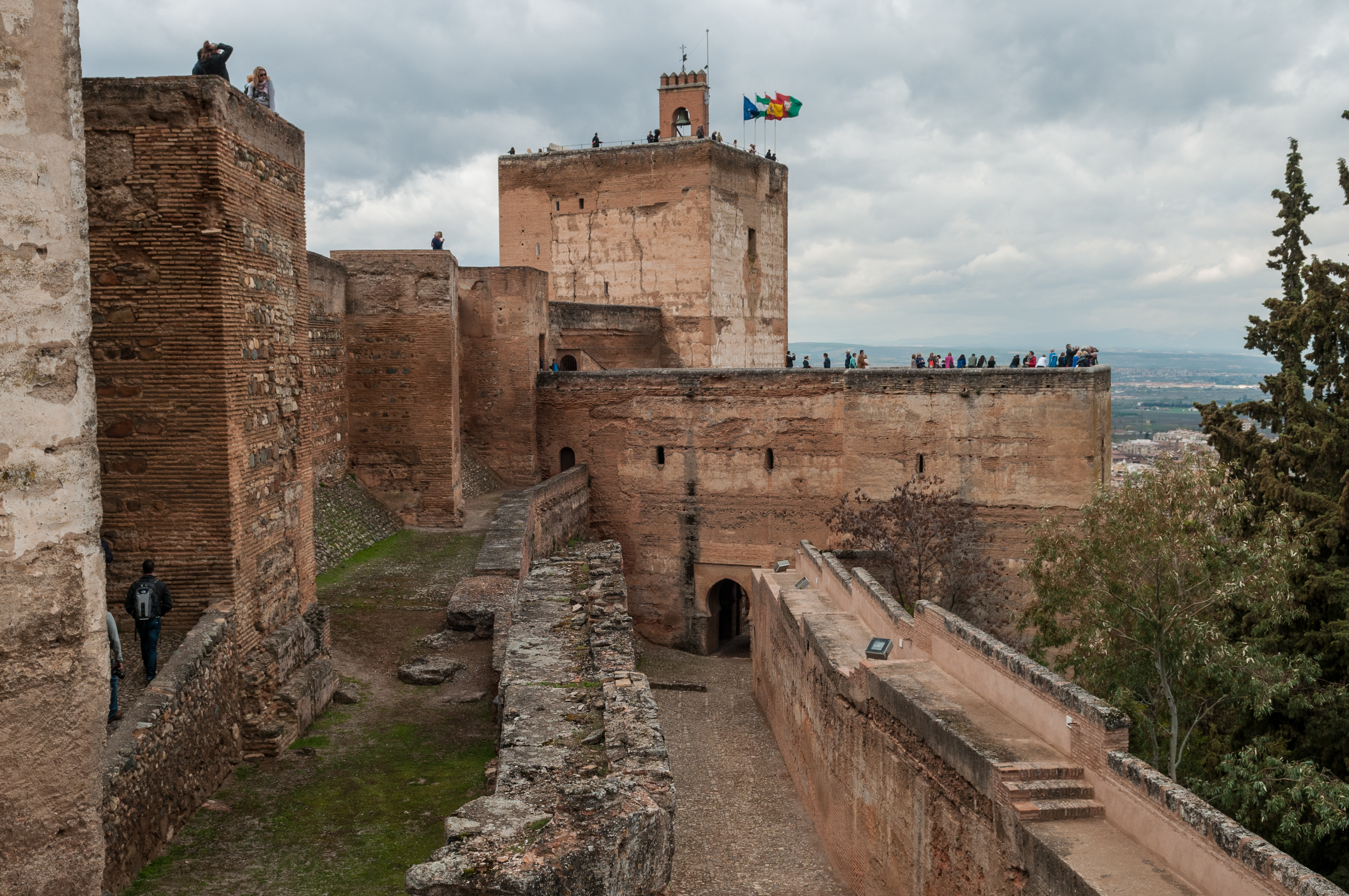
Alcazaba de Granada (España).

De las conservadas del periodo andalusí, el ejemplo más destacado es la alcazaba de Málaga, que, según el arquitecto restaurador Leopoldo Torres Balbás, es el prototipo de la arquitectura militar del periodo taifa, siglo XI, con un doble recinto amurallado y gran cantidad de fortificaciones, siendo su único paralelo el castillo del Crac de los Caballeros (Krac des Chevaliers, Krak des Chevaliers, Fortaleza de los Caballeros), fortaleza levantada en Siria por los Cruzados entre los siglos XII y XIII.

## Véase también

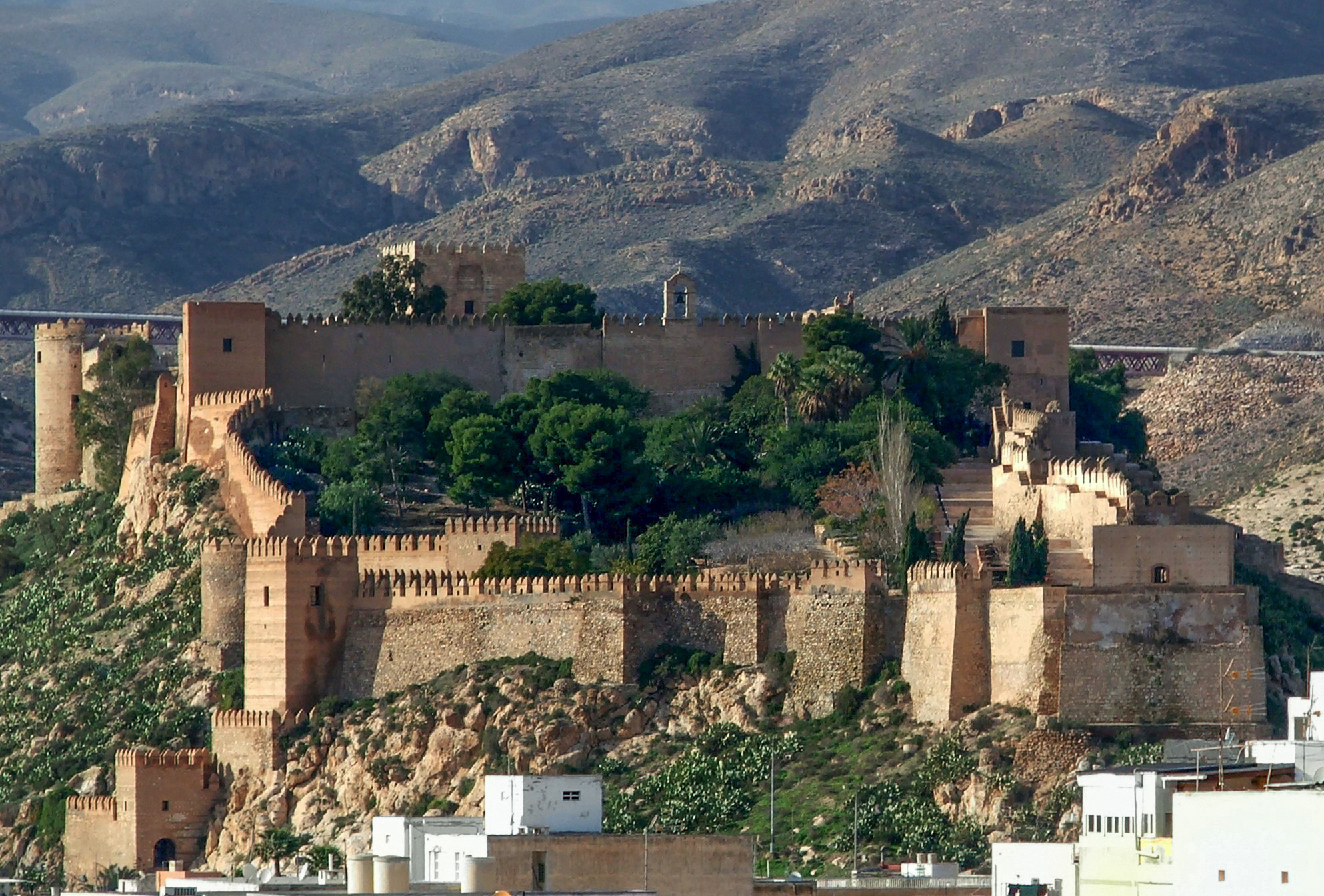
Alcazaba de Almería (España).

## Nota
1. ↑  Se tiende a contabilizar en su perímetro la muralla correspondiente a su cerca exterior (murallas del cerro de San Cristóbal o de Jairán), que corresponden con las antiguas murallas defensivas y no con las del recinto de la alcazaba actualmente conservada (un área inferior al perímetro del amurallamiento de Badajoz en su máxima extensión árabe: en torno a 6000 m. y 50 hectáreas; y, por lo tanto, muy superiores las de Badajoz a las 37 que llegaría a tener la de Almería, según instituciones almerienses). Pero el conocido tercer recinto, construido desde finales del siglo XV y principios del siglo XVI, (castillo, Torre del Homenaje, Torre de la Noria del Viento, Torre de la Pólvora, etc.), no se pueden contabilizar dentro de la alcazaba árabe propiamente dicha como construcción de época musulmana, a pesar de que así se haya afirmado, pero sí en lo concerniente a su alcazaba-castillo en su fase de evolución cristiana, que darían lugar a unos 1430 metros de perímetro en total de toda su fortificación y un área de 2,5 hectáreas solamente del recinto (según instituciones almerienses, como la Oficina de Turismo de Almería); ampliando así un espacio mucho mayor al anterior, donde se alzaba un alcázar: https://disfrutalmeria.es/cultura/alcazaba-de-almeria/ Archivado el 9 de octubre de 2019 en Wayback Machine. (De esta forma, tanto si se contabiliza el perímetro actual conservado de la alcazaba, contando o no con el cerco exterior, así como el perímetro que pudo contar en el pasado en sus diferentes evoluciones del cerco de la ciudad, la de Badajoz es la mayor de cuantas construcciones árabes se construyeron en época musulmana en Europa de las que se tenga constancia en la actualidad; a expensas de ser comparadas con otros recintos de su mismo género en el norte de África y en Oriente Medio. Al margen de su fortificación árabe, la ciudad de Badajoz cuenta con el conjunto histórico amurallado y fortificado más grande de España y el segundo mayor de la península).